# Iwan Wiszniakow
Iwan Wiszniakow (ros. Ива́н Я́ковлевич Вишняко́в) (ur. 1699 w Moskwie, zm. 8 sierpnia 1761 w Petersburgu) — rosyjski malarz-portrecista epoki rokoko.
Na początku lat trzydziestych XVIII wieku Iwan Wiszniakow pracował pod opieką malarza Louisa Caravaque (1684-1754), który dobrze oceniał jego umiejętności. Następnie był pomocnikiem malarza Andrieja Matwiejewa (1701-1739). W roku 1739 zastąpił Matwiejewa na stanowisku kierownika grupy malarzy przy Kancelarii ds. Budownictwa. W następnym roku został radcą dworu, a w roku 1752 asesorem kolegialnym. 
Nadzorował zdobienie malarstwem wielu pałaców Sankt Petersburga i okolic, budowę cerkwi i łuków triumfalnych.
Wraz z wielu uczniami wykonywał wystrój malarski Pałacu Zimowego i Peterhofu, cerkwi Pałacu Zimowego.
Iwan Wiszniakow zajmował się także malarstwem portretowym, tworzył również ikony w Cerkwi św. Andrzeja w Kijowie. Ponadto zajmował się konserwacją obrazów.
Wśród licznych portretów wyróżniają się podobizny Sary Eleonory Fermor i jej małżonka Wilhelma oraz carycy Jelizawety Pietrownej. 
Iwan Wiszniakow nie podpisywał zazwyczaj swoich dzieł. Zachowały się tylko dwa podpisane obrazy – portrety Nikołaja i Kseni Tiszynych. 

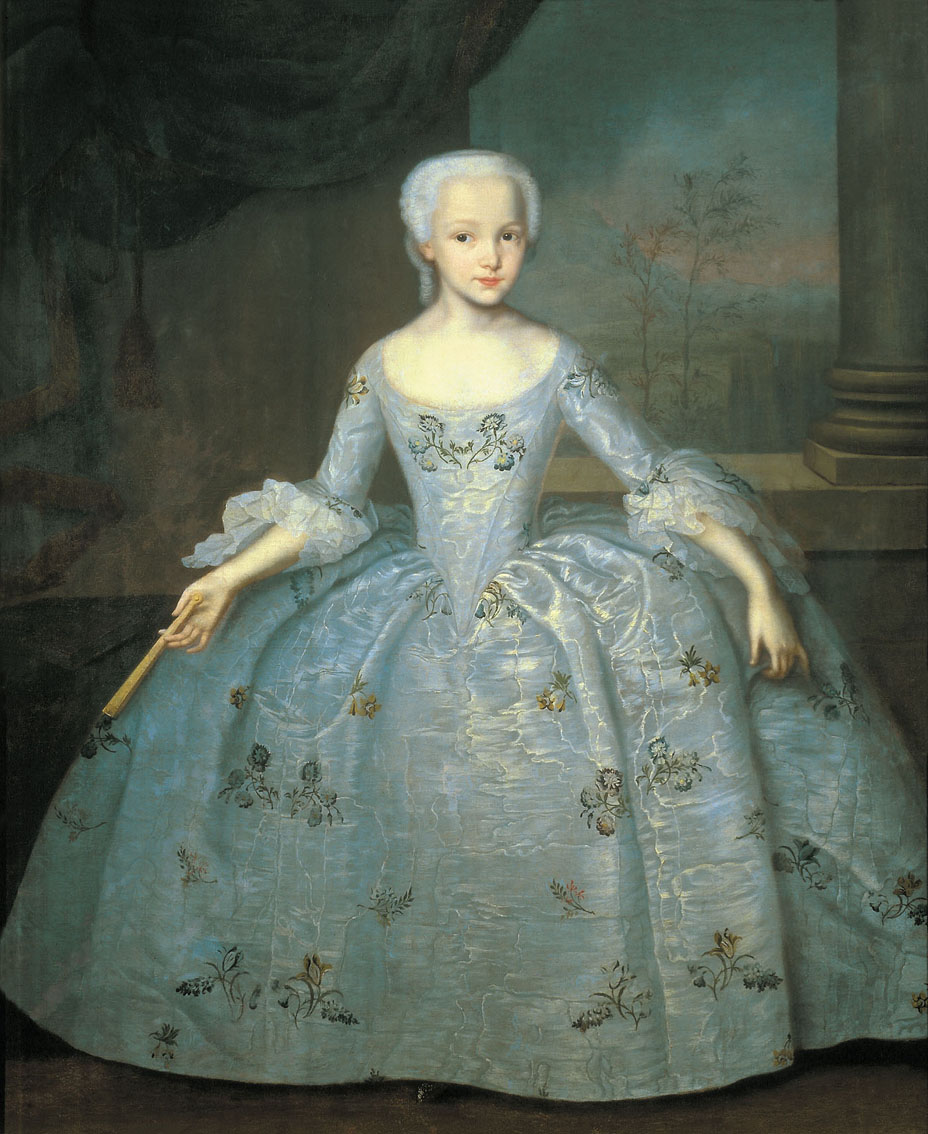
Portret Sary Eleonory Fermor (ok. 1750)
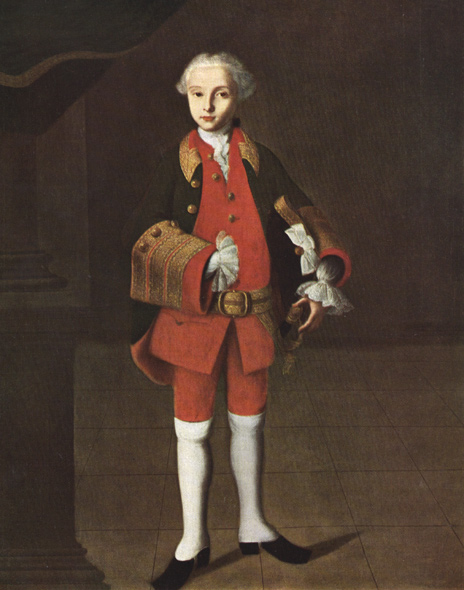
Portret Wilhelma Georga Fermor (koniec lat 1750)
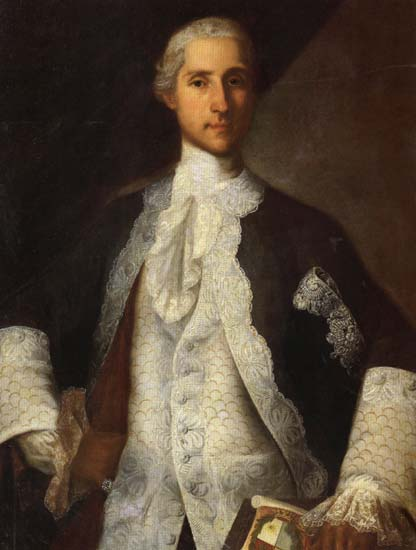
Portret Nikołaja Tiszyna (1755)
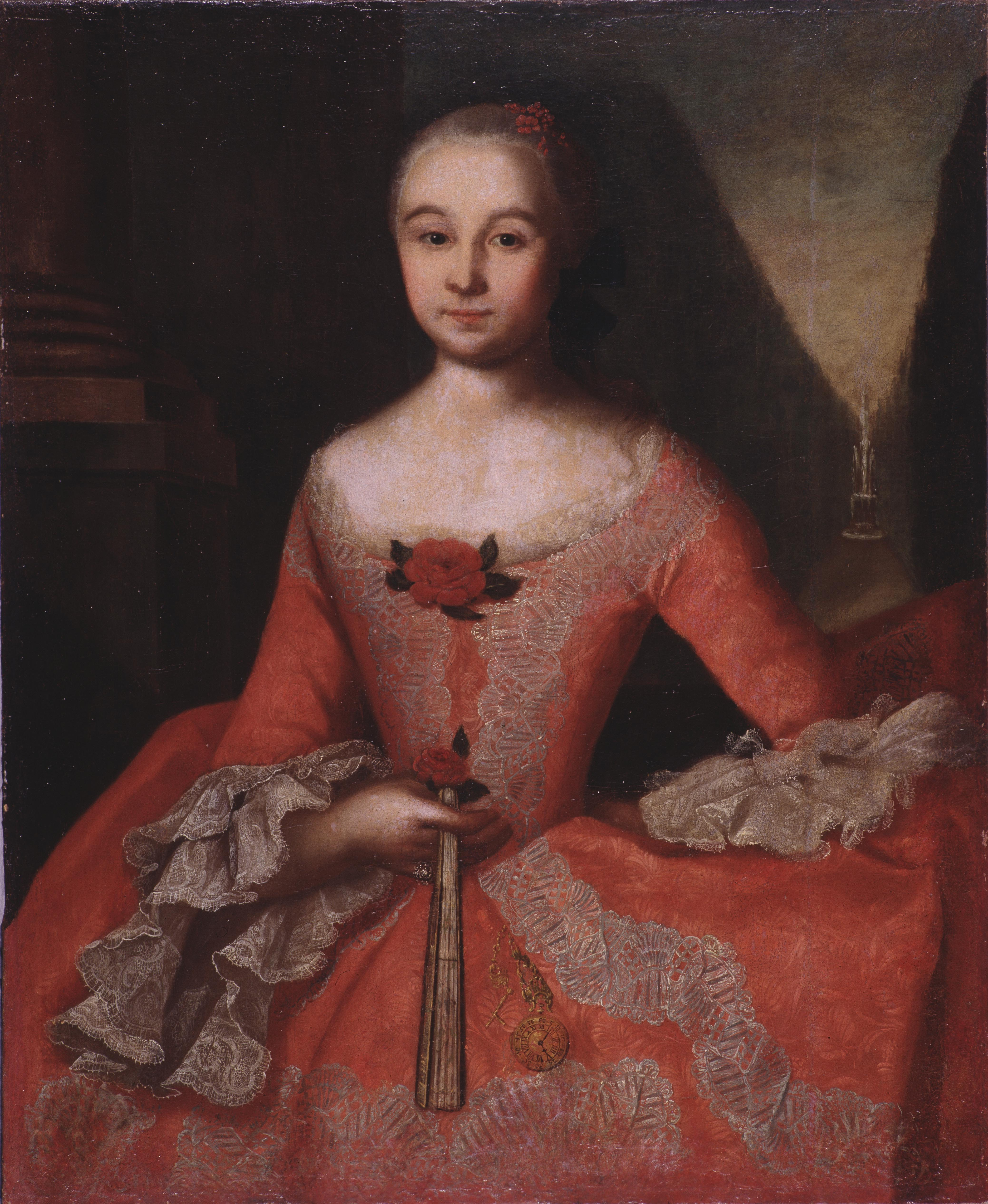
Portret Kseni Tiszynej (1755)
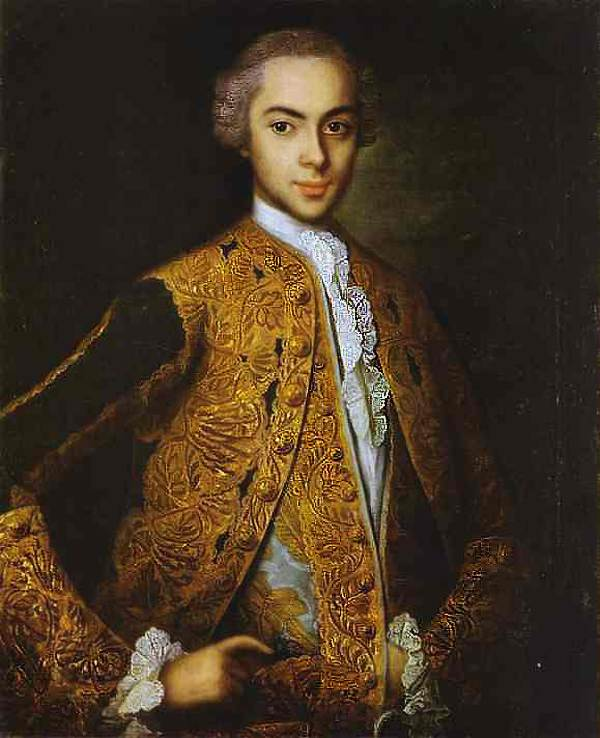
Portret nieznanego mężczyzny